# Ferdinandopoli

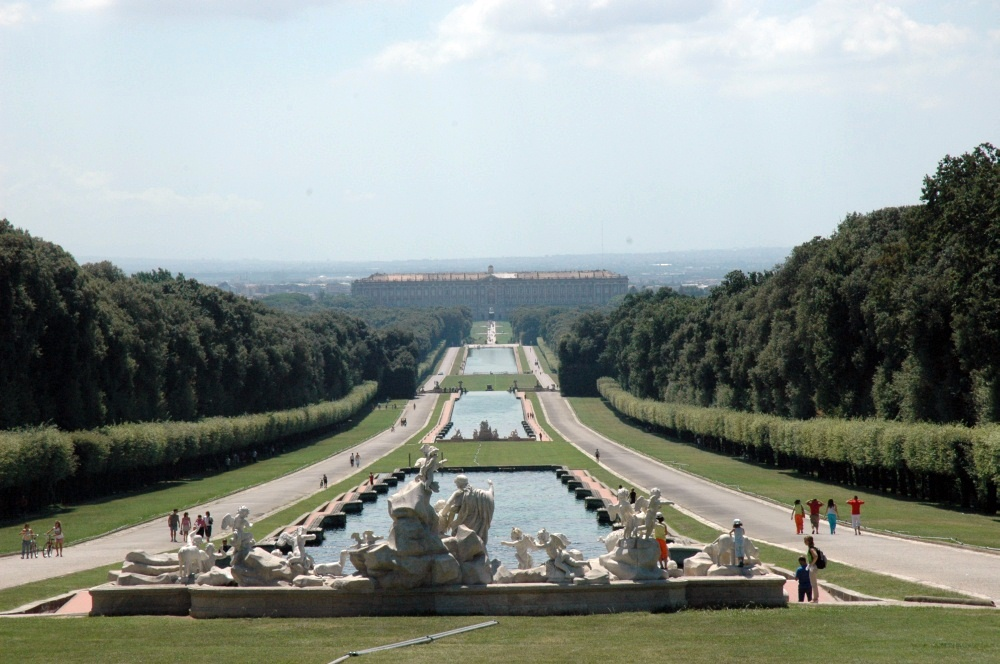
La Reggia di Caserta

Ferdinandopoli era una città progettata da Ferdinando IV di Borbone, re di Napoli, da costruirsi a integrazione della real colonia di San Leucio.
Doveva quindi sorgere alle spalle dell'attuale Reggia di Caserta e ai piedi del Palazzo del Belvedere di San Leucio e doveva essere governata da quelle particolari leggi che il sovrano aveva scritto per gestire questa colonia popolata da tecnici e operai delle seterie.
Ferdinando I aveva molto a cuore la colonia e concepì la città su una pianta completamente circolare. Essa doveva anche essere l'espressione di quell'opulenza e ricchezza che avevano caratterizzato i primi anni del governo borbonico a Napoli e nel Mezzogiorno, grazie anche alla sapiente amministrazione del ministro Bernardo Tanucci.
Quando si incominciarono a costruire i primi edifici il progetto sfumò a causa della discesa di Napoleone Bonaparte in Italia e alla nascita della Repubblica Partenopea.
Questo progetto riprendeva in parte quello del precedente sovrano, Carlo di Borbone, padre di Ferdinando, che aveva progettato una Caserta "nuova" da costruirsi sul piazzale ellittico che precedeva la Reggia casertana, progetto poi mai realizzato a causa delle difficoltà finanziarie che avevano caratterizzato i lavori del complesso reale.
Lo storico Harold Acton scrive nella sua opera I Borboni di Napoli: